# Czeski rugbysta roku
Czeski rugbysta roku – nagroda przyznawana dla najlepszego zawodnika rugby union w Czechach, a wcześniej w Czechosłowacji.
Uprawnieni do jej zdobycia są zarówno zawodnicy występujący na krajowych boiskach, jak i poza granicami kraju. Jej historia sięga roku 1972, kiedy to trener reprezentacji, Vladimír Škvor, uznał Jiříego Skalla za najlepszego gracza roku. Od następnej edycji wyróżnienie było przyznawane już głosami trenerów, sędziów i działaczy.

## Triumfatorzy
| Rok  | Zwycięzca          | Klub                                 | Źródło               |
| ---- | ------------------ | ------------------------------------ | -------------------- |
| 1972 | Jiří Skall st.     | Sparta ĆKD Praha                     | [ 2 ] [ 3 ]          |
| 1973 | Jaromír Kourek     | Sparta ĆKD Praha                     | [ 3 ]                |
| 1974 | Bruno Kudrna       | TJ Praga                             | [ 4 ]                |
| 1975 | Karel Berka        | TJ Vyškov                            | [ 2 ] [ 5 ]          |
| 1976 | Karel Berka        | TJ Vyškov                            | [ 2 ] [ 5 ]          |
| 1977 | Bruno Kudrna       | TJ Praga                             | [ 4 ]                |
| 1978 | Vlastimil Jágr     | TJ Tatra Smíchov ČKD                 | [ 6 ]                |
| 1979 | Bruno Kudrna       | TJ Praga                             | [ 4 ]                |
| 1980 | Vlastimil Jágr     | TJ Tatra Smíchov ČKD                 | [ 6 ]                |
| 1981 | Bruno Kudrna       | TJ Praga                             | [ 4 ]                |
| 1982 | Bruno Kudrna       | TJ Praga                             | [ 4 ]                |
| 1983 | Václav Fanta       | TJ Tatra Smíchov ČKD                 | [ 6 ]                |
| 1984 | Zdeněk Mrazčínský  | TJ Vyškov                            | [ 2 ] [ 5 ]          |
| 1985 | Miroslav Fuchs     | TJ Praga                             | [ 4 ] [ 7 ]          |
| 1986 | Bruno Kudrna       | TJ Praga                             | [ 4 ]                |
| 1987 | Miroslav Fuchs     | TJ Praga                             | [ 4 ] [ 7 ]          |
| 1988 | Petr Skopal        | TJ Zbrojovka Brno                    | [ 8 ]                |
| 1989 | Jiří Koutný        | TJ Vyškov                            | [ 2 ]                |
| 1990 | Jiří Koutný        | TJ Vyškov                            | [ 2 ]                |
| 1991 | Luděk Kudláček     | TJ Praga                             | [ 4 ]                |
| 1992 | Pavel Bureš st.    | RC Říčany                            | [ 9 ] [ 10 ]         |
| 1993 | Petr Michovský     | RC Říčany                            | [ 9 ] [ 11 ]         |
| 1994 | Jan Macháček       | RC Slavia Praga                      |                      |
| 1995 | Antonín Brabec mł. | RC Tatra Smíchov                     | [ 6 ] [ 12 ]         |
| 1996 | Jan Macháček       | Newport RFC                          | [ 13 ] [ 12 ]        |
| 1997 | Ladislav Vondrášek | RC Slavia Praga                      | [ 14 ] [ 15 ]        |
| 1998 | Jan Macháček       | Newport RFC/Sale Sharks              | [ 13 ] [ 12 ]        |
| 1999 | Jan Fojtík         | RC Slavia Praga                      | [ 13 ] [ 14 ] [ 16 ] |
| 2000 | Jan Macháček       | Pontypridd RFC/ASM Clermont Auvergne | [ 12 ]               |
| 2001 | Jan Macháček       | ASM Clermont Auvergne                | [ 2 ] [ 17 ]         |
| 2002 | Martin Kafka       | Moraleja Alcobendas Rugby Unión      | [ 18 ] [ 19 ]        |
| 2003 | Jan Žíla           | RC Tatra Smíchov                     | [ 6 ] [ 20 ]         |
| 2004 | Martin Jágr        | Toulon                               | [ 2 ] [ 21 ]         |
| 2005 | Martin Jágr        | Toulon                               | [ 2 ] [ 22 ]         |
| 2006 | Karel Kučera       | RC Říčany                            | [ 23 ]               |
| 2007 | Martin Jágr        | Toulon                               | [ 24 ]               |
| 2008 | Martin Jágr        | Toulon/Bègles                        | [ 25 ] [ 26 ]        |
| 2009 | Martin Jágr        | Bègles                               | [ 27 ] [ 28 ]        |
| 2010 | Roman Šuster       | Stade aurillacois                    | [ 29 ] [ 30 ]        |
| 2011 | Roman Šuster       | Stade aurillacois                    | [ 31 ] [ 32 ]        |
| 2012 | Petr Čížek         | RC Praga                             | [ 33 ] [ 34 ]        |
| 2013 | Miroslav Němeček   | Oyonnax                              | [ 35 ] [ 36 ]        |
| 2014 | Miroslav Němeček   | Oyonnax                              | [ 37 ]               |
| 2015 | Lukáš Rapant       | Oyonnax                              | [ 38 ]               |
| 2016 | Lukáš Rapant       | Oyonnax                              | [ 39 ]               |
| 2017 | Jiří Pantůček      | Sparta Praha                         | [ 40 ]               |
| 2018 | Jiří Pantůček      | Sparta Praha                         | [ 41 ]               |
| 2019 | Martin Cimprich    | RC Říčany                            | [ 42 ]               |
| 2021 | Dan Hošek          | RC Praga                             | [ 43 ]               |
| 2022 | Tristan Horak      | RC Říčany                            | [ 44 ]               |
| 2023 | Dan Hošek          | RC Praga                             | [ 45 ]               |
| 2024 | Dan Hošek          | RC Praga                             | [ 46 ]               |